# Kraftfahrer-Schutz
Der 1935 in Berlin gegründete Automobilclub Kraftfahrer-Schutz e. V. (KS) ist der Mittelpunkt der heutigen KS/AUXILIA-Unternehmensgruppe und mit rund 600.000 Mitgliedern der drittgrößte deutsche Automobilclub. Er ist Mitglied des EAC European Automobile Clubs.

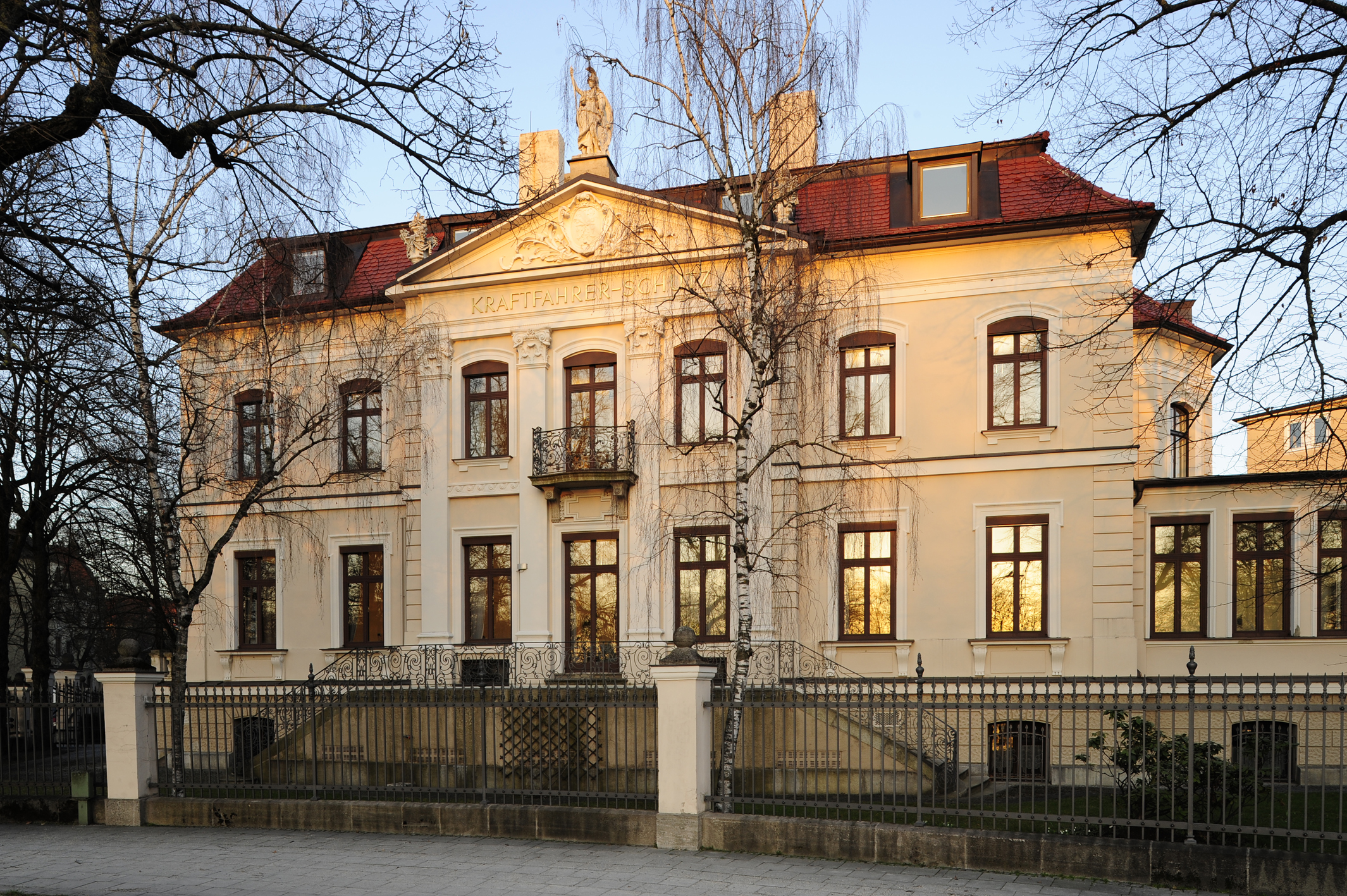
Hauptsitz der KS/AUXILIA in München

Das Unternehmen entstand aus dem Automobilclub und hat sich zu einer Unternehmensgruppe rund um den Verkehr und den Rechtsschutz entwickelt. Der Sitz der Unternehmensgruppe ist in München.

## Geschichte
Der Automobilclub wurde 1935 unter dem Namen „Fakulta e. V.“ als „Sozialer Unterstützungsverein“ für Berufskraftfahrer gegründet. Der unabhängige Automobilclub entstand mit den ersten deutschen Autobahnen und setzte sich für mehr Sicherheit auf den Straßen ein. 1952 wurde der Club in „Deutscher Berufsfahrer-Schutz Fakulta e. V.“ umbenannt. Zwei Jahre später entschied sich der Automobilclub dazu, aufgrund der deutlich steigenden Popularität von Automobilen, sich für alle Autofahrer zu öffnen.
1961 wurde der Club erneut umbenannt und erhielt seinen heutigen Namen. Im Zuge dieser zweiten Umbenennung wurde der Hauptsitz des Automobilclubs nach München verlegt. Drei Jahre später, 1964, gründete der Kraftfahrer-Schutz eine eigene Rechtsschutzversicherungsgesellschaft; damit war er der erste deutsche Automobilclub, der diesen Schritt unternahm.
Im Jahr 1979 wurde der Kraftfahrer-Schutz erweitert; es wurde die „KS Versicherungs-AG“ gegründet. Seit 1981 verleiht der Kraftfahrer-Schutz den Energie- und Umweltpreis. Ausgezeichnet werden Innovationen, die zu einer nachhaltigen Mobilität und dem Klimaschutz beitragen.
Der Automobilclub war 2008 an der Gründung des Verbundes Europäischer Automobilclubs mit Sitz in Brüssel beteiligt.

## Unternehmensgruppe

### Kraftfahrer-Schutz e. V.
Der 1935 in Berlin gegründete Automobilclub Kraftfahrer-Schutz e. V. (KS) ist der Mittelpunkt der heutigen Unternehmensgruppe.
Mit rund 600.000 Mitgliedern ist der Kraftfahrer-Schutz e. V. der drittgrößte deutsche Automobilclub. Der KS bietet seinen Mitgliedern verschiedene Clubleistungen, wie die Pannenhilfe, die Wildschaden- und Abschleppbeihilfe und den KS-Notfall-Service.
Der KS ist Gründungsmitglied des Verbundes Europäischer Automobilclubs (EAC), dessen Ziel es ist, von der EU-Metropole Brüssel aus Einfluss auf die Verkehrspolitik in Deutschland und Europa zu nehmen.
Der Club führt sicherheitsrelevante Veranstaltungen, Trainings, Kurse im Rahmen der Aktion Kind und Verkehr, Seminare, Erste-Hilfe-Lehrgänge sowie Kettcar-, Fahrrad-, Mofa-Turniere und vieles andere durch.
Präsident des Automobilclubs ist Ole Eilers. Vorsitzender der Geschäftsführung ist Rainer Huber, die weiteren Mitglieder der Geschäftsleitung sind Duygu Besli, Bernd Rademacher und Dirk Schawjinski.

### Auxilia Rechtsschutz-Versicherungs-AG
Die Auxilia ist 1964 gegründet worden und bietet bundesweit Privatpersonen, Selbständigen und Unternehmen Rechtsschutz-Versicherungen an. Das Unternehmen ist spartenneutral, d. h., es werden Produkte in allen Bereichen des Rechtsschutzes angeboten. Aufsichtsratsvorsitzender ist Ole Eilers. Vorstandsvorsitzender ist Rainer Huber; weitere Mitglieder des Vorstandes sind Duygu Besli, Bernd Rademacher und Dirk Schawjinski.

### KS Versicherungs-AG
Die KS Versicherungs-AG wurde 1979 gegründet und bietet Schutzbriefversicherungen an. Aufsichtsrat und Vorstand sind wie bei der Rechtsschutz-Versicherungs-AG.

## KS Energie- und Umweltpreis (früher Goldener Öltropfen)
Der KS engagiert sich seit 1981 auch für Umweltschutz und Energieeinsparung. Mit dem „KS Energie und Umweltpreis“ prämiert der Club innovative Technologien, nachhaltige Mobilitätskonzepte oder organisatorische Maßnahmen, die eine Nachhaltige und klimafreundliche Mobilität ermöglichen. Seit 2023 vergibt der KS seinen Energie- und Umweltpreis in den Kategorie „Fahrzeugtechnik“ und „Mobilitätssysteme“.
Die bisherigen Preisträger:
- 1981 VW/Audi: Formel E
- 1982 Daimler-Benz: Mercedes-Energie-Konzept
- 1983 BMW/Bosch: BMW 525e
- 1984 Ford: erster kleiner Direkteinspritzer-Diesel
- 1985 Daimler-Benz: Baureihe W 124
- 1986 Continental: E.O.T.-Reifenkonzept
- 1987 MAN: Stadtlinienbus SL 202
- 1988 VW: neuer Passat
- 1989 Citroën: neuer Dieselmotor des AX
- 1990 Audi: Audi 100 TDI Direkteinspritzer-Turbodiesel
- 1991 Opel: Vectra-Baureihe
- 1992 Fiat: Cinquecento
- 1993 VDA: Verkehrs- und Informationsleitsystem
- 1994 VW Golf Ecomatic
- 1995 Schatz Thermo Engineering: Latentwärmespeicher
- 1996 Mercedes-Benz: Eco-Training
- 1997 Opel: Dreizylinder-Ecotec Compact-Motor X10XE
- 1998 Mitsubishi: GDI Benzin-Direkteinspritzer
- 1999 Fiat SpA/Bosch: Commonrail-Diesel-Motor
- 2000 VW Lupo 3L TDI (Drei-Liter-Lupo)
- 2001 Peugeot-Citroën: FAP Dieselrußfilter für Pkw
- 2002 ZF Getriebe GmbH: 6-Gang-Automat myTronic
- 2003 Opel: Twinport-Technik
- 2004 Bosch und Audi: Piezoinjektoren-Technik
- 2005 DaimlerChrysler: BlueTec-Dieseltechnologie
- 2006 DaimlerChrysler: CGI-Technologie
- 2007 BMW Group: BMW EfficientDynamics
- 2008 Volkswagen: Motor-Getriebekombination TSI/DSG
- 2009 Daimler Integration der Lithium-Ionen-Batterie ins Automobil
- 2010 Fiat Group: Zylinderselektive Ventilsteuerung MultiAir
- 2011 Peugeot Citroën: Peugeot 3008 Hybrid4 (Hybridelektrokraftfahrzeug)
- 2012 Scania: Geschwindigkeitsregelanlage „Scania Cruise Control with Active Prediction“
- 2013 Daimler AG: Innenwandbeschichtung von Aluminium-Kurbelgehäusen „Nanoslide“ sowie Linienbus Citaro
- 2014 Nissan: Elektroauto Nissan Leaf
- 2015 Volkswagen AG: Entwicklung des Plug-in-Hybrid
- 2016 Scania: Hybrid-Lkw P 320
- 2017 Toyota: Entwicklung des Toyota Mirai
- 2018 IVECO: Entwicklung eines E-Bus-Konzepts
- 2019 CNG e.V.: CNG (Compressed Natural Gas)-Antrieb
- 2020 keine Verleihung aufgrund der COVID19-Pandemie[9]
- 2021 keine Verleihung aufgrund der COVID19-Pandemie[9]
- 2022 Opel: Opel Vivaro-e HYDROGEN
- 2023 Kategorie Fahrzeugtechnik: Knorr-Bremse mit der Entwicklung des Restschleifmomentreduzierungssystem
- 2023 Kategorie Mobilitätssysteme: Bosch mit der Entwicklung des Automated Valet Parking
- 2024 Kategorie Fahrzeugtechnik: DaimlerTruck mit dem Actros L für einen nachhaltigen Transport und umfassendes Technologie-Know

- 2024 Kategorie Mobilitätssysteme: Für die innovative E-Fahrzeug-Ladelösung chargeBIG6 von MAHLE

Dem Jurorengremium gehören Experten aus Wissenschaft, Technik, Publizistik und Politik an:
- Thomas Achelis, Freier Fachjournalist
- Dieter Anselm, ehemaliger Direktor Allianz Versicherungs-AG und Geschäftsführer Allianz Zentrum für Technik, München
- Dr. Karin Jäntschi-Haucke, Ministerialrätin a. D. und Geschäftsführerin der Deutschen Verkehrswissenschaftlichen Gesellschaft, Bezirksvereinigung Südbayern e.V.
- Cathleen Kelch, Referentin im Bundesministerium für Wirtschaft und Klimaschutz (BMWK)
- Dr. Julia Kinigadner, Leiterin der Forschungsgruppe „Integrierte Mobilitätskonzepte“ an der TU München, Mitglied des MCube Cluster Strategieteams, München
- Ulrich W. Schiefer, Geschäftsführer AtTrack Gesellschaft für Mobilität | Technologie | Produkte | Beratung, Stuttgart
- Boris Schmidt, Redakteur der Frankfurter Allgemeine Zeitung, Frankfurt
- Marcel Schoch, Freier Redakteur, München
- Christine Völzow, Geschäftsführerin, Leiterin der Abteilung Wirtschaftspolitik, Vereinigung der Bayrischen Wirtschaft e. V., München

## Einzelbelege
1. ↑  ks-auxilia.de Geschäftsleitung
2. 1 2  ks-auxilia.de: Die Unternehmensgruppe
3. ↑  Die Geschichte der Unternehmensgruppe. Abgerufen am 23. März 2013.
4. 1 2  Impressum. 30. Juni 2021, abgerufen am 12. Juli 2021.
5. ↑  Geschäftsleitung. 1. Juli 2021, abgerufen am 12. Juli 2021.
6. ↑  Impressum. 30. Juni 2021, abgerufen am 7. Oktober 2021.
7. ↑  KS Energie- und Umweltpreis. In: KS Energie- und Umweltpreis. Kraftfahrer-Schutz e.V., April 2023, abgerufen am 10. Juli 2017.
8. ↑  Preisträger des KS Energie- und Umweltpreises. In: KS/AUXILIA. KRAFTFAHRER-Schutz e.V., abgerufen am 10. Juli 2017.
9. 1 2  lifePR (c) 2002-2021: KS Energie- und Umweltpreis auch 2021 abgesagt, KRAFTFAHRER-SCHUTZ e.V., Pressemitteilung - lifePR. 24. Februar 2021, abgerufen am 28. August 2021.
10. ↑  Energie- und Umweltpreis Expertenjury. Abgerufen am 21. März 2018.